# Hvězdy v poledne
Hvězdy v poledne (v anglickém originále Stars at Noon) je francouzské filmové drama z roku 2022, které natočila režisérka Claire Denis podle stejnojmenného románu amerického spisovatele Denise Johnsona. Scénář napsali Claire Denis, Léa Mysius a Andrew Litvack a hlavní postavy ztvárnili Margaret Qualley a Joe Alwyn, další mimo jiné Benny Safdie a John C. Reilly.
Jednu z rolí měl původně dostat Robert Pattinson, který s režisérkou spolupracoval již na filmu High Life (2018). Natáčení mělo začít v létě 2020, kvůli pandemii covidu-19 však bylo odloženo. Pattinsona později nahradil Taron Egerton, i ten však nakonec odstoupil. Film byl nakonec natáčen od listopadu do prosince 2021 v Panamě.
Film se odehrává v Nikaragui během covidu (kniha se odehrává v roce 1984 tamtéž). I natáčení mělo původně probíhat v Nikaragui, režisérka se však po znovuzvolení Daniela Ortegy prezidentem rozhodla pro Panamu s tím, že natáčet v Nikaragui by v tu chvíli bylo nemorální. Hudbu k filmu složila a nahrála anglická skupina Tindersticks, která s režisérkou spolupracuje na většině filmů již od 90. let.
Premiéra filmu proběhla v květnu 2022 na Filmovém festivalu v Cannes, na němž získal Velkou cenu.